# 분화구의 두 사람
《분화구의 두 사람》(일본어: 火口のふたり)은 2019년 공개된 일본의 로맨스 영화이다.

## 출연
- 에모토 타스쿠 : 켄지 역
- 타키우치 쿠미 : 나오코 역

## 수상 목록
- 제21회 전주국제영화제 (2020년) 불면의 밤